# Sofi Flinck
Sofi Flinck (Suecia, 8 de julio de 1995) es una atleta sueca especializada en la prueba de lanzamiento de jabalina, en la que consiguió ser subcampeona mundial juvenil en 2011.

## Carrera deportiva
En el Campeonato Mundial Juvenil de Atletismo de 2011 ganó la medalla de plata en el lanzamiento de jabalina, llegando hasta los 54.62 metros que fue su mejor marca personal, tras la alemana Christin Hussong (oro con 59.74 metros) y por delante de la australiana Monique Cilione.